# Changjie (köpinghuvudort i Kina, Zhejiang Sheng, lat 29,25, long 121,71)
Changjie (kinesiska: 长街, 长街镇) är en köpinghuvudort i Kina. Den ligger i provinsen Zhejiang, i den östra delen av landet, omkring 190 kilometer sydost om provinshuvudstaden Hangzhou. Antalet invånare är 47 977. Befolkningen består av 24 050 kvinnor och 23 927 män. Barn under 15 år utgör 14,0 %, vuxna 15-64 år 70 %, och äldre över 65 år 14,0 %.
Changjie är det största samhället i trakten. 
Genomsnittlig årsnederbörd är 1 837 millimeter. Den regnigaste månaden är juni, med i genomsnitt 338 mm nederbörd, och den torraste är januari, med 56 mm nederbörd.